# Општина Синталапа (Чијапас)
Синталапа (шп. Cintalapa) општина је у Мексику у савезној држави Чијапас. Општина се налази на надморској висини од 540 м.

## Становништво
Према подацима из 2010. у општини је живело 78114 становника.

### Хронологија
| Година       | 2000                  | 2005                  | 2010                  |
| ------------ | --------------------- | --------------------- | --------------------- |
| Становништво | 64013 (31920 / 32093) | 73668 (37434 / 36234) | 78114 (39239 / 38875) |

### Попис
| \| \| м \| \| \| ж \| \| 0—2 \| 2.365 \| \| \| 2.272 \| \| 3—5 \| 2.300 \| \| \| 2.376 \| \| 6—11 \| 4.932 \| \| \| 4.660 \| \| 12—14 \| 2.509 \| \| \| 2.352 \| \| 15—17 \| 2.560 \| \| \| 2.456 \| \| 18—24 \| 5.301 \| \| \| 5.358 \| \| 60+ \| 3.432 \| \| \| 3.592 \| \| Просек : \| 28,3 \| \| \| 28,6 \| |       |  |  |       |
| |       |  |  |       |
| | м     |  |  | ж     |
| 0—2 | 2.365 |  |  | 2.272 |
| 3—5 | 2.300 |  |  | 2.376 |
| 6—11 | 4.932 |  |  | 4.660 |
| 12—14 | 2.509 |  |  | 2.352 |
| 15—17 | 2.560 |  |  | 2.456 |
| 18—24 | 5.301 |  |  | 5.358 |
| 60+ | 3.432 |  |  | 3.592 |
| Просек : | 28,3  |  |  | 28,6  |

| #   | Индикатор                                                                                        | Вредност |
| --- | ------------------------------------------------------------------------------------------------ | -------- |
| 1   | Становништво од 0 до 2 године                                                                    | 4637     |
| 2   | Мушко становништво од 0 до 2 године                                                              | 2365     |
| 3   | Женско становништво од 0 до 2 године                                                             | 2272     |
| 4   | Становништво са 3 и више година                                                                  | 72967    |
| 5   | Мушко становништво са 3 и више година                                                            | 36621    |
| 6   | Женско становништво са 3 и више година                                                           | 36346    |
| 7   | Становништво са 5 и више година                                                                  | 69861    |
| 8   | Мушко становништво са 5 и више година                                                            | 35086    |
| 9   | Женско становништво са 5 и више година                                                           | 34775    |
| 10  | Становништво са 12 и више година                                                                 | 58699    |
| 11  | Мушко становништво са 12 и више година                                                           | 29389    |
| 12  | Женско становништво са 12 и више година                                                          | 29310    |
| 13  | Становништво са 15 и више година                                                                 | 53838    |
| 14  | Мушко становништво са 15 и више година                                                           | 26880    |
| 15  | Женско становништво са 15 и више година                                                          | 26958    |
| 16  | Становништво са 18 и више година                                                                 | 48822    |
| 17  | Мушко становништво са 18 и више година                                                           | 24320    |
| 18  | Женско становништво са 18 и више година                                                          | 24502    |
| 19  | Становништво од 3 до 5 година                                                                    | 4676     |
| 20  | Мушко становништво од 3 до 5 година                                                              | 2300     |
| 21  | Женско становништво од 3 до 5 година                                                             | 2376     |
| 22  | Становништво од 6 до 11 година                                                                   | 9592     |
| 23  | Мушко становништво од 6 до 11 година                                                             | 4932     |
| 24  | Женско становништво од 6 до 11 година                                                            | 4660     |
| 25  | Становништво од 8 до 14 година                                                                   | 11295    |
| 26  | Мушко становништво од 8 до 14 година                                                             | 5811     |
| 27  | Женско становништво од 8 до 14 година                                                            | 5484     |
| 28  | Становништво од 12 до 14 година                                                                  | 4861     |
| 29  | Мушко становништво од 12 до 14 година                                                            | 2509     |
| 30  | Женско становништво од 12 до 14 година                                                           | 2352     |
| 31  | Становништво од 15 до 17 година                                                                  | 5016     |
| 32  | Мушко становништво од 15 до 17 година                                                            | 2560     |
| 33  | Женско становништво од 15 до 17 година                                                           | 2456     |
| 34  | Становништво од 18 до 24 године                                                                  | 10659    |
| 35  | Мушко становништво од 18 до 24 године                                                            | 5301     |
| 36  | Женско становништво од 18 до 24 године                                                           | 5358     |
| 37  | Женско становништво од 15 до 49 година                                                           | 20554    |
| 38  | Становништво са 60 и више година                                                                 | 7024     |
| 39  | Мушко становништво са 60 и више година                                                           | 3432     |
| 40  | Женско становништво са 60 и више година                                                          | 3592     |
| 41  | Однос између мушкараца и жена                                                                    | 100.94   |
| 42  | Становништво од нуле до 14 година                                                                | 23766    |
| 43  | Становништво од 15 до 64 године                                                                  | 49019    |
| 44  | Становништво од 65 година и више                                                                 | 4819     |
| 45  | Просечан број деце                                                                               | 2.58     |
| 46  | Становништво рођено у ентитету                                                                   | 75299    |
| 47  | Мушко становништво рођено у ентитету                                                             | 37681    |
| 48  | Женско становништво рођено у ентитету                                                            | 37618    |
| 49  | Становништво рођено у другом ентитету                                                            | 2029     |
| 50  | Мушко становништво рођено у другом ентитету                                                      | 1138     |
| 51  | Женско становништво рођено у другом ентитету                                                     | 891      |
| 52  | Становништво од 5 година и више резидентно у ентитету у јуну 2005. године                        | 68450    |
| 53  | Мушко становништво старосног доба од 5 година и више, резидентно у ентитету у јуну 2005. године  | 34206    |
| 54  | Женско становништво старосног доба од 5 и више година, резидентно у ентитету у јуну 2005. године | 34244    |
| 55  | Становништво од 5 година и више које је живело у другом ентитету у јуну 2005. године             | 1040     |
| 56  | Мушко становништво старије од 5 година које је живело у другом ентитету у јуну 2005. године      | 647      |
| 57  | Женско становништво старије од 5 година које је живело у другом ентитету у јуну 2005. године     | 393      |
| 58  | Становништво од 3 године и више које говори аутохтони језик                                      | 4917     |
| 59  | Мушко становништво старо 3 године и више које говори аутохтони језик                             | 2608     |
| 60  | Женско становништво старо 3 године и више које говори аутохтони језик                            | 2309     |
| 61  | Становништво од 3 године и више које говори аутохтони језик и не говори шпански језик            | 451      |
| 62  | Мушко становништво старо 3 године и више које говори аутохтони језик и не говори шпански         | 189      |
| 63  | Женско становништво старо 3 године и више које говори аутохтони језик и не говори шпански језик  | 262      |
| 64  | Становништво старо 3 године и више које говори аутохтони језик и шпански                         | 4314     |
| 65  | Мушко становништво старо 3 године и више које говори аутохтони језик и шпански                   | 2336     |
| 66  | Женско становништво старо 3 године и више које говори аутохтони језик и шпански                  | 1978     |
| 67  | Становништво од 5 година и више које говори аутохтони језик                                      | 4626     |
| 68  | Становништво од 5 година и више које говори аутохтони језик и не говори шпански језик            | 361      |
| 69  | Становништво од 5 година и више које говори аутохтони језик и говори шпански језик               | 4116     |
| 70  | Становништво у домородачким домаћинствима                                                        | 5963     |
| 71  | Становништво са ограничењима у активностима                                                      | 2692     |
| 72  | Становништво са ограниченим ходањем или кретањем, горе или доле                                  | 1374     |
| 73  | Становници са ограничењима вида, чак и уз кориштење сочива                                       | 764      |
| 74  | Становништво са ограничењима говора, комуникације или конверзације                               | 220      |
| 75  | Становништво са ограниченим слухом                                                               | 243      |
| 76  | Становништво са ограничењима при одевању, купању или јелу                                        | 99       |
| 77  | Становништво са ограничењима у опажању или учењу једноставних ствари                             | 68       |
| 78  | Становништво са менталним ограничењима                                                           | 251      |
| 79  | Становништво без ограничења активности                                                           | 74359    |
| 80  | Становништво од 3 до 5 година које не похађа школу                                               | 2082     |
| 81  | Мушко становништво од 3 до 5 година које не похађа школу                                         | 1006     |
| 82  | Женско становништво од 3 до 5 година које не похађа школу                                        | 1076     |
| 83  | Становништво од 6 до 11 година које не похађа школу                                              | 528      |
| 84  | Мушко становништво од 6 до 11 година које не похађа школу                                        | 281      |
| 85  | Женско становништво од 6 до 11 година које не похађа школу                                       | 247      |
| 86  | Становништво од 12 до 14 година које не похађа школу                                             | 481      |
| 87  | Мушко становништво од 12 до 14 година које не похађа школу                                       | 233      |
| 88  | Женско становништво од 12 до 14 година које не похађа школу                                      | 248      |
| 89  | Становништво од 15 до 17 година похађа школу                                                     | 3447     |
| 90  | Мушко становништво од 15 до 17 година похађа школу                                               | 1738     |
| 91  | Женско становништво између 15 и 17 година живота у школи                                         | 1709     |
| 92  | Становништво од 18 до 24 године похађа школу                                                     | 2747     |
| 93  | Мушко становништво од 18 до 24 године похађа школу                                               | 1426     |
| 94  | Женско становништво од 18 до 24 године похађа школу                                              | 1321     |
| 95  | Становништво од 8 до 14 година које не може да чита и пише                                       | 707      |
| 96  | Мушко становништво старосног доба од 8 до 14 година које не може да чита и пише                  | 387      |
| 97  | Женско становништво старосног доби од 8 до 14 година које не може да чита и пише                 | 320      |
| 98  | Становништво од 15 година и више које је неписмено                                               | 7496     |
| 99  | Мушко становништво од 15 година и више које је неписмено                                         | 3165     |
| 100 | Женско становништво од 15 година и више које је неписмено                                        | 4331     |
| 101 | Становништво старо 15 и више година без школовања                                                | 7021     |
| 102 | Мушко становништво старо 15 и више година без школовања                                          | 3012     |
| 103 | Женско становништво старо 15 и више година без школовања                                         | 4009     |
| 104 | Становништво старосног доба 15 и више година са непотпуним основним образовањем                  | 12522    |
| 105 | Мушко становништво старосног доба од 15 година и више са непотпуном основним образовањем         | 6089     |
| 106 | Женско становништво старосног доба 15 и више година са непотпуном основним образовањем           | 6433     |
| 107 | Становништво старо 15 и више година са комплетним основним образовањем                           | 8540     |
| 108 | Мушко становништво старо 15 година и више са комплетним основним образовањем                     | 4139     |
| 109 | Женско становништво старо 15 и више година са комплетним основним образовањем                    | 4401     |
| 110 | Становништво старосног доба 15 и више година са непотпуним средњим образовањем                   | 2826     |
| 111 | Мушко становништво старосног доба од 15 година и више са непотпуним средњим образовањем          | 1514     |
| 112 | Женско становништво старосног доба од 15 година и више са непотпуним средњим образовањем         | 1312     |
| 113 | Становништво старо 15 и више година са пуним секундарном образовањем                             | 9187     |
| 114 | Мушко становништво старосног доба од 15 година и више са пуним секундарном образовањем           | 4727     |
| 115 | Женско становништво старосног доба од 15 година и више са пуним секундарном образовањем          | 4460     |
| 116 | Становништво старије од 18 година са постосновним образовањем                                    | 11879    |
| 117 | Мушко становништво старије од 18 година са постосновним образовањем                              | 6521     |
| 118 | Женско становништво старије од 18 година са постосновним образовањем                             | 5358     |
| 119 | Просечна оцена школовања                                                                         | 6.85     |
| 120 | Просечан ниво образовања мушке популације                                                        | 7.16     |
| 121 | Просечан ниво образовања женског становништва                                                    | 6.54     |
| 122 | Економски активно становништво                                                                   | 28418    |
| 123 | Економски активна мушка популација                                                               | 22434    |
| 124 | Економски активна женска популација                                                              | 5984     |
| 125 | Становништво које није економски активно                                                         | 29934    |
| 126 | Мушко становништво које није економски активно                                                   | 6744     |
| 127 | Женско становништво које није економски активно                                                  | 23190    |
| 128 | Запослено становништво                                                                           | 27725    |
| 129 | Запослено мушко становништво                                                                     | 21860    |
| 130 | Запослено женско становништво                                                                    | 5865     |
| 131 | Незапослена популација                                                                           | 693      |
| 132 | Незапослена мушка популација                                                                     | 574      |
| 133 | Незапослена женска популација                                                                    | 119      |
| 134 | Становништво без права на здравствене услуге                                                     | 36420    |
| 135 | Становништво које има право на здравствене услуге                                                | 41025    |
| 136 | Становништво које има право на ИМСС                                                              | 7366     |
| 137 | Становништво које има право на социјално осигурање                                               | 3791     |
| 138 | Становништво које има право на државно социјално осигурање                                       | 1588     |
| 139 | Становништво које има право на опште осигурање или здравствено осигурање за нову генерацију      | 27379    |
| 140 | Становништво које је било једном или није било у браку током 12 година и више                    | 19997    |
| 141 | Венчано или уједињено становништво од 12 година и више                                           | 33120    |
| 142 | Становништво које је било у браку или уједињено 12 година и више                                 | 5534     |
| 143 | Становништво са католичком религијом                                                             | 56169    |
| 144 | Протестанти, еванђелисти и библијски следбеници различити од еванђелиста                         | 14740    |
| 145 | Становништво са другим религијама различитим од претходних                                       | 4        |
| 146 | Становништво без религије                                                                        | 6100     |
| 147 | Укупно пописаних домаћинства                                                                     | 17694    |
| 148 | Пописна домаћинства на челу са мушкарцима                                                        | 13847    |
| 149 | Пописна домаћинства на челу са женама                                                            | 3847     |
| 150 | Становништво у пописним домаћинствима                                                            | 75374    |
| 151 | Становништво у пописним домаћинствима на челу са мушкарцима                                      | 61370    |
| 152 | Становништво у пописним домаћинствима на челу са женама                                          | 14004    |
| 153 | Укупно домаћинстава                                                                              | 20988    |
| 154 | Укупно насељених домаћинстава                                                                    | 17860    |
| 155 | Укупно приватних кућа                                                                            | 20822    |
| 156 | Насељени приватни домови                                                                         | 17694    |
| 157 | Укупно насељених приватних кућа                                                                  | 17857    |
| 158 | Ненасељене приватне куће                                                                         | 2050     |
| 159 | Појединачна домаћинства за привремену употребу                                                   | 1078     |
| 160 | Становници у насељеним приватним кућама                                                          | 75374    |
| 161 | Насељеност станара у приватним становима                                                         | 4.26     |
| 162 | Просечно становника по соби у приватним насељеним домаћинствима                                  | 1.31     |
| 163 | Појединачна домаћинства са подовима од различитих материјала од земље                            | 15202    |
| 164 | Појединачна домаћинства у приземљу                                                               | 2406     |
| 165 | Појединачна домаћинства са једном спаваћом собом                                                 | 8084     |
| 166 | Појединачна домаћинства са две спаваће собе и више                                               | 9565     |
| 167 | Појединачна домаћинства са једним собом                                                          | 1548     |
| 168 | Појединачна домаћинства са две собе                                                              | 3955     |
| 169 | Појединачна домаћинства са 3 собе и више                                                         | 12139    |
| 170 | Појединачна домаћинства која имају електрично светло                                             | 17081    |
| 171 | Појединачна домаћинства која немају електрично светло                                            | 573      |
| 172 | Појединачна домаћинства која имају водоводну воду у стамбеном простору                           | 13950    |
| 173 | Појединачна домаћинства која немају водоводну воду у стамбеном простору                          | 3685     |
| 174 | Појединачна домаћинства која имају тоалет                                                        | 16222    |
| 175 | Појединачна домаћинства која имају канализацију                                                  | 15835    |
| 176 | Појединачна домаћинства која немају канализацију                                                 | 1803     |
| 177 | Појединачна домаћинства која имају електрично светло, довод воде из јавне мреже и канализацију   | 12924    |
| 178 | Појединачна домаћинства без икаквих услова                                                       | 1038     |
| 179 | Појединачна домаћинства која имају радио                                                         | 11868    |
| 180 | Појединачна домаћинства која имају телевизор                                                     | 15444    |
| 181 | Појединачна домаћинства која имају фрижидер                                                      | 11778    |
| 182 | Појединачна домаћинства која имају машину за веш                                                 | 7595     |
| 183 | Појединачна домаћинства која имају аутомобил или комби                                           | 3571     |
| 184 | Појединачна домаћинства која имају рачунар                                                       | 1743     |
| 185 | Појединачна домаћинства која имају фиксну телефонску линију                                      | 2463     |
| 186 | Појединачна домаћинства која имају мобилни телефон                                               | 7928     |
| 187 | Појединачна домаћинства која имају приступ интернету                                             | 846      |